# Sydafrikas herrlandslag i ishockey
Sydafrikas herrlandslag i ishockey representerar Sydafrika i ishockey för herrar.
Första landskampen spelades den 3 mars 1961 i Lausanne, och förlorades med 2-13 mot det dåvarande Jugoslavien vid det årets C-VM .

## OS-turneringar
- 1964 - OS i Innsbruck, Österrike - deltog ej
- 1968 - OS i Grenoble, Frankrike - deltog ej
- 1972 - OS i Sapporo, Japan - deltog ej
- 1976 - OS i Innsbruck, Österrike - deltog ej
- 1980 - OS i Lake Placid, USA - deltog ej
- 1984 - OS i Sarajevo, Jugoslavien - deltog ej
- 1988 - OS i Calgary, Kanada - deltog ej
- 1992 - OS i Albertville, Frankrike - deltog ej
- 1994 - OS i Lillehammer, Norge - deltog ej
- 1998 - OS i Nagano, Japan - deltog ej
- 2002 - OS i Salt Lake City, USA - deltog ej
- 2006 - OS i Turin, Italien - deltog ej
- 2010 - OS i Vancouver, Kanada - deltog ej
- 2014 - OS i Sotji, Ryssland - deltog ej

## VM-turneringar
- 1961 - C-VM i Schweiz - femma (näst sist), 5 matcher, 1 seger, 0 oavgjorda, 4 förluster, 18 gjorda mål, 47 insläppta mål, 2 poäng.
- 1966 - C-VM i Jugoslavien - trea (näst sist) (brons), 4 matcher, 0 segrar, 0 oavgjorda, 4 förluster, 4 gjorda mål, 50 insläppta mål, 0 poäng.
- 1992 - D-VM i Sydafrika (hemmaplan) - tvåa (silver), 5 matcher, 4 segrar, 0 oavgjorda, 1 förlust, 55 gjorda mål, 18 insläppta mål, 8 poäng.
- 1993 - C-VM i Slovenien - tolva (sist), 5 matcher, 0 segrar, 0 oavgjorda, 5 förluster, 8 gjorda mål, 100 insläppta mål, 0 poäng.
- 1994 - D-VM i Spanien - åtta (sist), 6 matcher, 0 segrar, 0 oavgjorda, 6 förluster, 9 gjorda mål, 75 insläppta mål, 0 poäng.
- 1995 - D-VM i Sydafrika (hemmaplan) - åtta, 8 matcher, 1 seger, 0 oavgjorda, 7 förluster, 15 gjorda mål, 57 insläppta mål, 2 poäng.
- 1997 - E-VM i Turkiet - etta (guld), 4 matcher, 3 segrar, 1 oavgjord, 0 förluster, 36 gjorda mål, 8 insläppta mål, 7 poäng.
- 1998 - D-VM i Sydafrika (hemmaplan) - femma, 6 matcher, 4 segrar, 0 oavgjorda, 2 förluster, 43 gjorda mål, 22 insläppta mål, 8 poäng.
- 1999 - D-VM i Sydafrika (hemmaplan) - femma, 4 matcher, 2 segrar, 0 oavgjorda, 2 förluster, 24 gjorda mål, 14 insläppta mål, 4 poäng.
- 2000 - D-VM i Island - fyra, 4 matcher, 3 segrar, 0 oavgjorda, 1 förlust, 26 gjorda mål, 19 insläppta mål, 6 poäng.
- 2001 - VM Division II i Spanien - fyra, 5 matcher, 2 segrar, 0 oavgjorda, 3 förluster, 17 gjorda mål, 48 insläppta mål, 4 poäng.
- 2002 - VM Division II i Sydafrika (hemmaplan) - näst sist (femma), 5 matcher, 1 seger, 0 oavgjorda, 5 förluster, 13 gjorda mål, 37 insläppta mål, 2 poäng.
- 2003 - VM Division II i Sydkorea - näst sist (femma), 5 matcher, 1 seger, 0 oavgjorda, 5 förluster, 19 gjorda mål, 32 insläppta mål, 2 poäng.
- 2004 - VM Division II i Litauen - sist (sexa), 5 matcher, 0 segrar, 0 oavgjorda, 5 förluster, 9 gjorda mål, 48 insläppta mål, 0 poäng.
- 2005 - VM Division III i Mexico - tvåa (silver), 4 matcher, 3 segrar, 0 oavgjorda, 1 förlust, 47 gjorda mål, 12 insläppta mål, 6 poäng.
- 2006 - VM Division II i Bulgarien - sist (sexa), 5 matcher, 0 segrar, 0 oavgjorda, 5 förluster, 12 gjorda mål, 59 insläppta mål, 0 poäng.
- 2007 - VM Division III i Irland - näst sist (fyra), 4 matcher, 1 seger, 3 förluster, 0 sudden deaths-/straffläggningssegrar, 0 sudden deaths-/straffläggningsförluster, 17 gjorda mål, 16 insläppta mål, 3 poäng.
- 2008 - VM Division III i Luxemburg - tvåa (silver), 5 matcher, 4 segrar, 1 förlust, 0 sudden deaths-/straffläggningssegrar, 0 sudden deaths-/straffläggningsförluster, 29 gjorda mål, 16 insläppta mål, 12 poäng.
- 2009 - VM Division II i Bulgarien - sexa (sist), 5 matcher, 0 segrar, 5 förluster, 0 sudden deaths-/straffläggningssegrar, 0 sudden deaths-/straffläggningsförluster, 8 gjorda mål, 54 insläppta mål, 0 poäng.
- 2010 - VM Division III i Armenien - tvåa (silver)*, 3 matcher, 2 segrar, 1 förluster, 0 sudden deaths-/straffläggningssegrar, 0 sudden deaths-/straffläggningsförluster, 21 gjorda mål, 8 insläppta mål, 6 poäng. *Matchen mot Armenien skrivs inte in i VM-statistiken på grund av Armenien vägrade passen på sina spelare.
- 2011 - VM Division III i Sydafrika (hemmaplan) - tvåa (silver), 4 matcher, 3 segrar, 0 förluster, 0 sudden deaths-/straffläggningssegrar, 1 sudden deaths-/straffläggningsförlust, 38 gjorda mål, 9 insläppta mål, 10 poäng.
- 2012 - VM Division II Grupp B i Bulgarien - sexa (sist), 5 matcher, 0 segrar, 5 förluster, 0 sudden deaths-/straffläggningssegrar, 0 sudden deaths-/straffläggningsförluster, 4 gjorda mål, 32 insläppta mål, 0 poäng.
- 2013 - VM Division III i Sydafrika (hemmaplan) - etta (guld), 5 matcher, 5 segrar, 0 förluster, 0 sudden deaths-/straffläggningssegrar, 0 sudden deaths-/straffläggningsförluster, 39 gjorda mål, 8 insläppta mål, 15 poäng.
- 2014 - VM Division II Grupp B i Spanien - femma (näst sist), 5 matcher, 1 seger, 4 förluster, 0 sudden deaths-/straffläggningssegrar, 0 sudden deaths-/straffläggningsförluster, 8 gjorda mål, 19 insläppta mål, 3 poäng.
- 2015 - VM Division II Grupp B i Sydafrika (hemmaplan) - sexa (sist), 5 matcher, 1 seger, 4 förluster, 0 sudden deaths-/straffläggningssegrar, 0 sudden deaths-/straffläggningsförluster, 11 gjorda mål, 20 insläppta mål, 3 poäng.
- 2016 - VM Division III i Turkiet - tvåa (silver), 5 matcher, 4 segrar, 1 förluster, 0 sudden deaths-/straffläggningssegrar, 0 sudden deaths-/straffläggningsförluster, 29 gjorda mål, 10 insläppta mål, 12 poäng.

## VM-statistik

### 1961-2006
| VM-Turneringar    | Matcher | Segrar | Oavgjorda | Förluster | Gjorda mål | Insläppta mål | Poäng |
| ----------------- | ------- | ------ | --------- | --------- | ---------- | ------------- | ----- |
| A-VM              | 0       | 0      | 0         | 0         | 0          | 0             | 0     |
| B-VM/Division I   | 0       | 0      | 0         | 0         | 0          | 0             | 0     |
| C-VM/Division II  | 58      | 10     | 0         | 48        | 179        | 541           | 20    |
| D-VM/Division III | 18      | 12     | 0         | 6         | 140        | 67            | 24    |
| E-VM              | 4       | 3      | 1         | 0         | 36         | 8             | 7     |

### 2007-
| VM-Turneringar | Matcher | Segrar | Förluster | Sudden deaths-/Straffläggningssegrar | Sudden deaths-/Straffläggningsförluster | Gjorda mål | Insläppta mål | Poäng |
| -------------- | ------- | ------ | --------- | ------------------------------------ | --------------------------------------- | ---------- | ------------- | ----- |
| VM             | 0       | 0      | 0         | 0                                    | 0                                       | 0          | 0             | 0     |
| Division I     | 0       | 0      | 0         | 0                                    | 0                                       | 0          | 0             | 0     |
| Division II    | 20      | 2      | 18        | 0                                    | 0                                       | 31         | 125           | 6     |
| Division III   | 26      | 19     | 6         | 0                                    | 1                                       | 173        | 67            | 58    |

- ändrat poängsystem efter VM 2006, där seger ger 3 poäng istället för 2 och att matcherna får avgöras genom sudden death (övertid) och straffläggning vid oavgjort resultat i full tid. Vinnaren får där 2 poäng, förloraren 1 poäng.